# Christiaan Dirk Laan
Mr. Christiaan Dirk Laan, (Utrecht, 3 december 1787 – Baarn, 6 juli 1850) was van 1818 tot zijn overlijden in 1850 burgemeester van Eemnes.
Laan overleed ongehuwd op zijn buitenplaats Steevlied, gelegen op de grens van Eemnes en Baarn. C.D. Laan was de zoon van mr. Hendrik Arnoud Laan (1735-1809), lid van de Wetgevende Vergadering van de Bataafse Republiek, en Sibilla Maria Meyer (1751-1821) en de oom van de latere burgemeester van Baarn en Eemnes Jacob Cornelis Gijsbert Carel Laan (1826-1873). Zijn oudere broer, mr. Hendrik Arnoud Laan, was eerder Maire van Eemnes (1802-1811).